# DDR-Museum Berlin

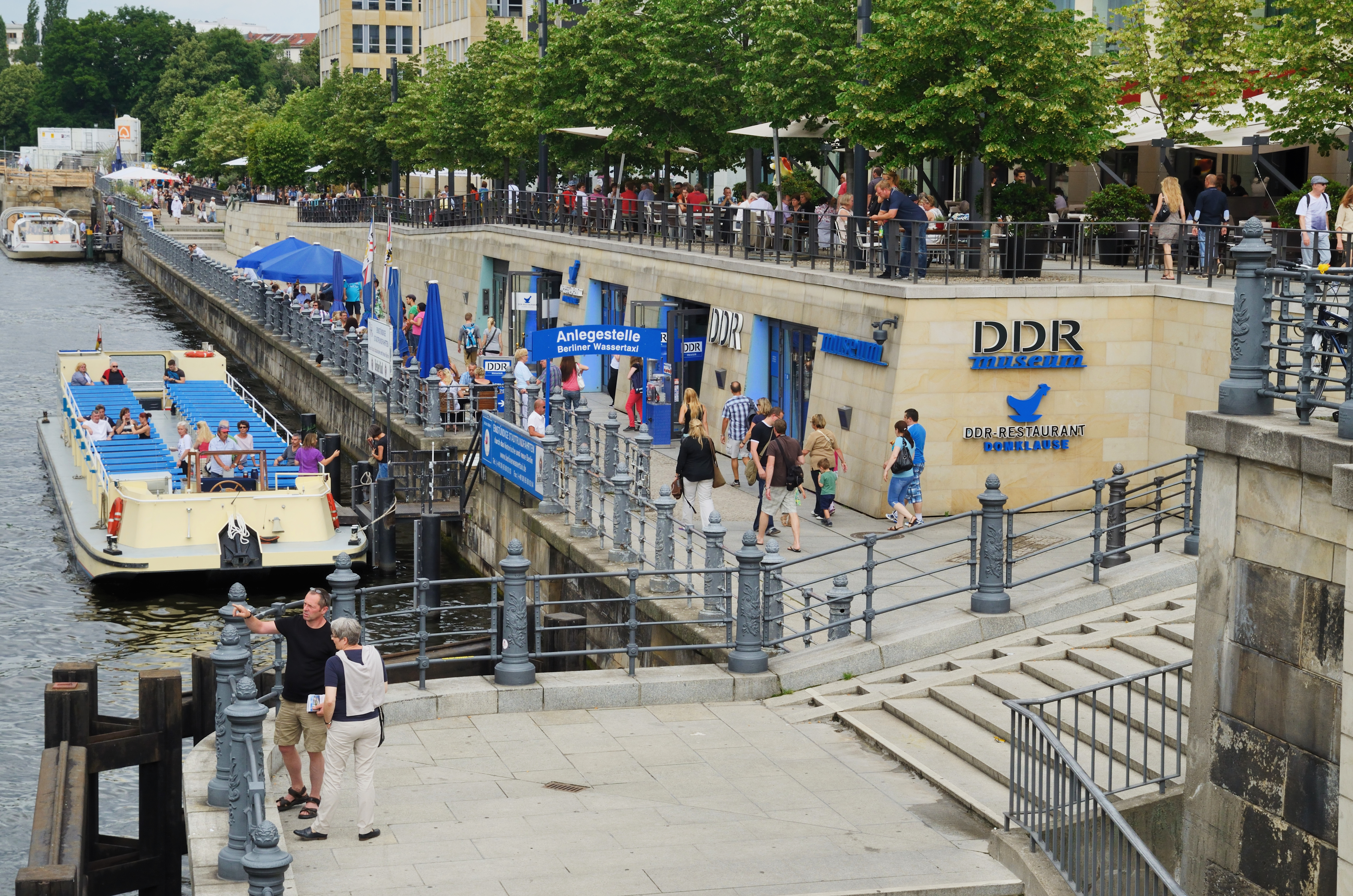
Eingang des Museums

Das DDR-Museum Berlin (Eigenschreibweise DDR Museum) ist ein privatwirtschaftlich geführtes Museum im DomAquarée im Berliner Ortsteil Mitte. Es behandelt in seiner Dauerausstellung das Leben und die Alltagskultur der DDR. Im Jahr 2015 gehörte es mit 584.000 Besuchern zu den meistbesuchten Museen und Gedenkstätten Berlins. Seit dem 1. September 2021 gehörte die Ausstellung DDR Museum: Motorrad (ehemals: 1. Berliner Motorradmuseum) als zweites Haus zum DDR-Museum. Die Motorrad-Ausstellung auf 800 m² umfasste über 130 in der DDR produzierte Motorräder.

## Beschreibung

### Überblick
Das Museum behandelt die Themenbereiche Innerdeutsche Grenze, Berlin, Verkehr, Berliner Mauer, Stasi, Konsum, DDR-Produkte, Ernährung, Bauen, Wohnen, Partnerschaft, Familie, Gleichberechtigung, private Nischen, Medien, Literatur, Bildung, Kindheit, Jugend, Arbeit, Mode, Kultur, Freizeit, Musik, Urlaub, Gesundheit, NVA, SED, DDR, Ideologie, Bruderstaaten, DDR-Opposition, Strafvollzug, Wirtschaft, Umwelt und Obrigkeit. Im Unterschied zu anderen Museen darf bei dieser Ausstellung ein Großteil der Ausstellungsstücke berührt werden: Die Besucher können sich in einen Trabant setzen, in der Plattenbauwohnung in den Schränken stöbern oder Kleidungsstücke mit einem digitalen Spiegel anprobieren.

### Besondere Ausstellungselemente

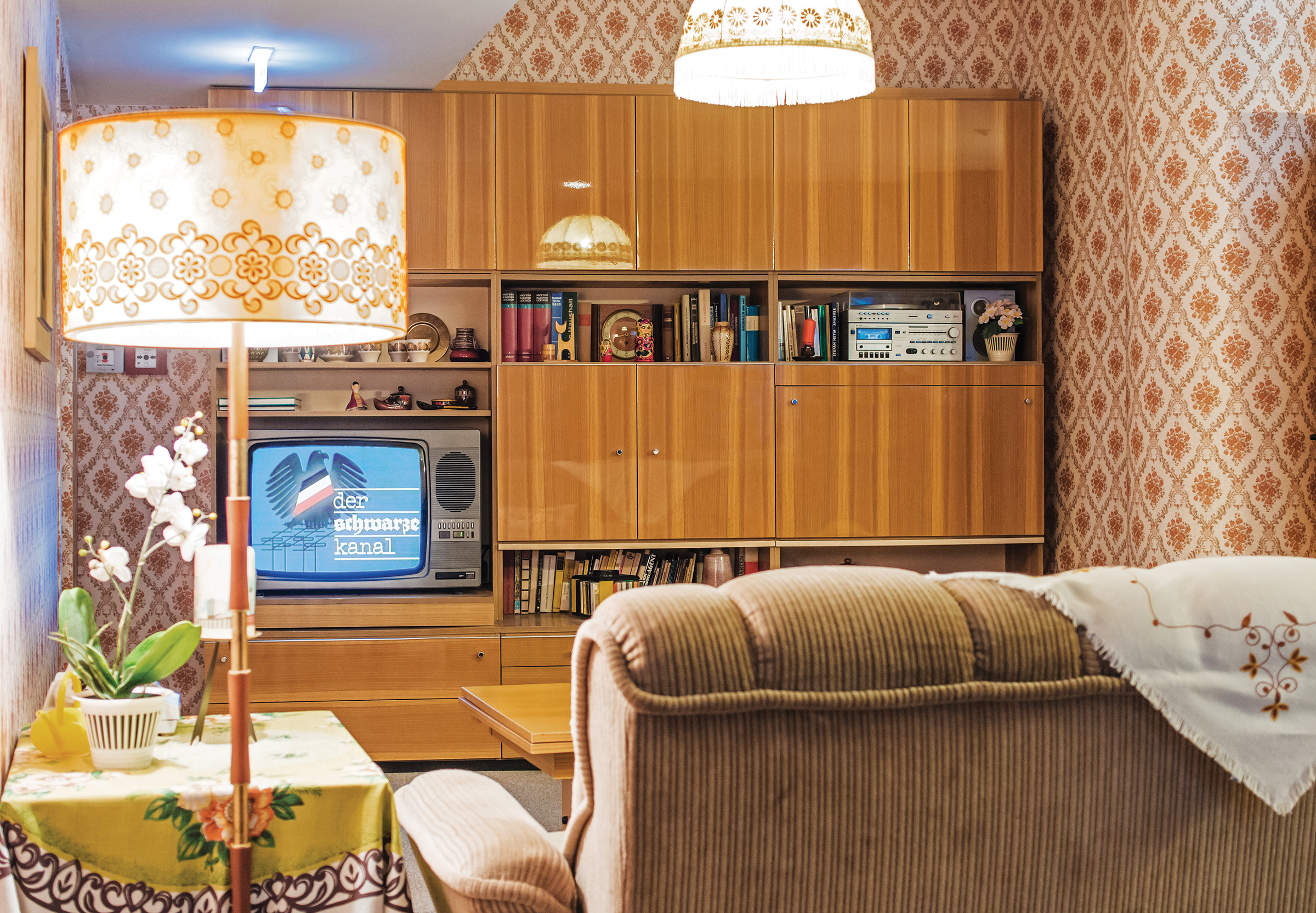
Wohnzimmer im Museum

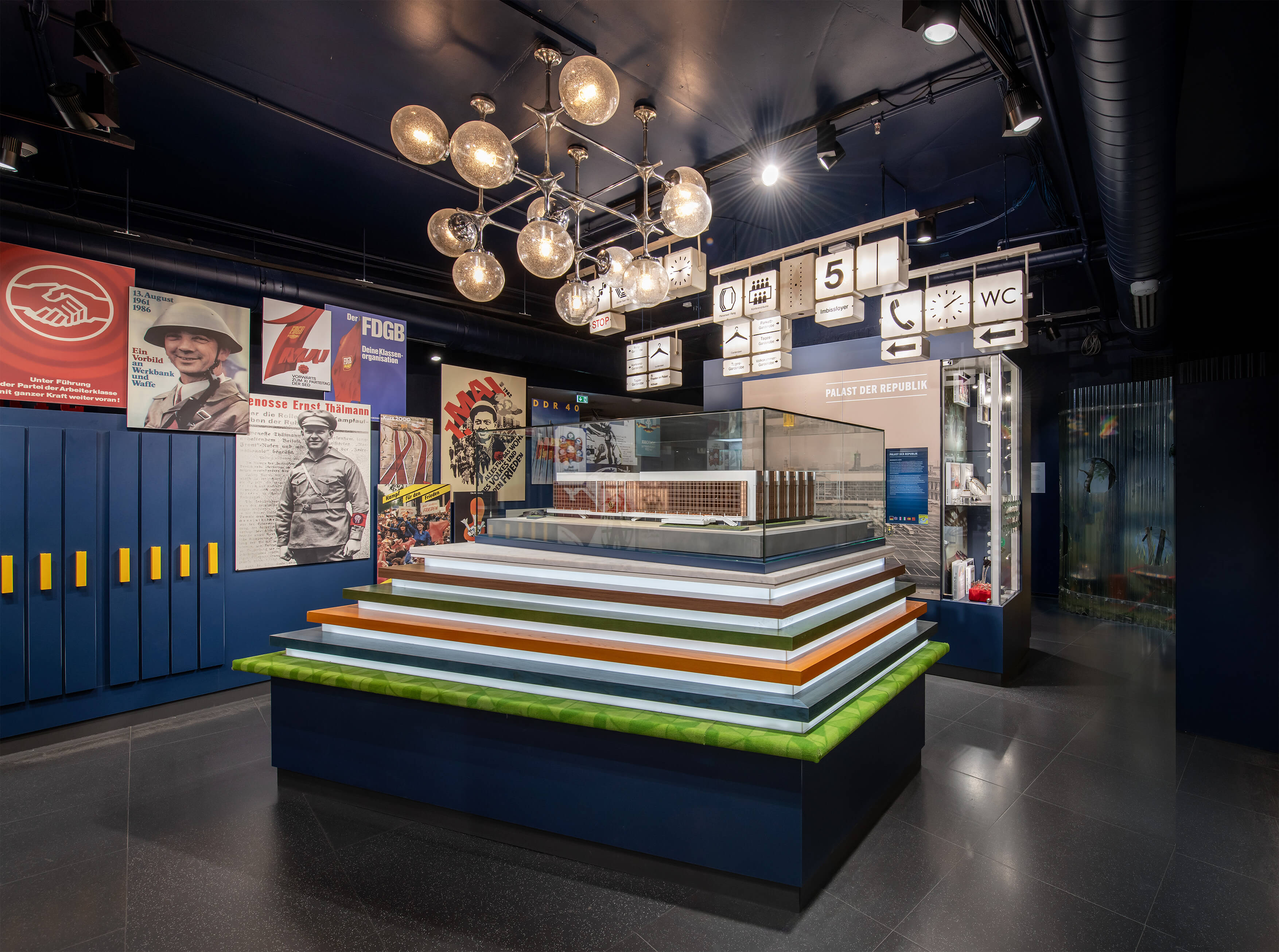
Modell: Palast der Republik

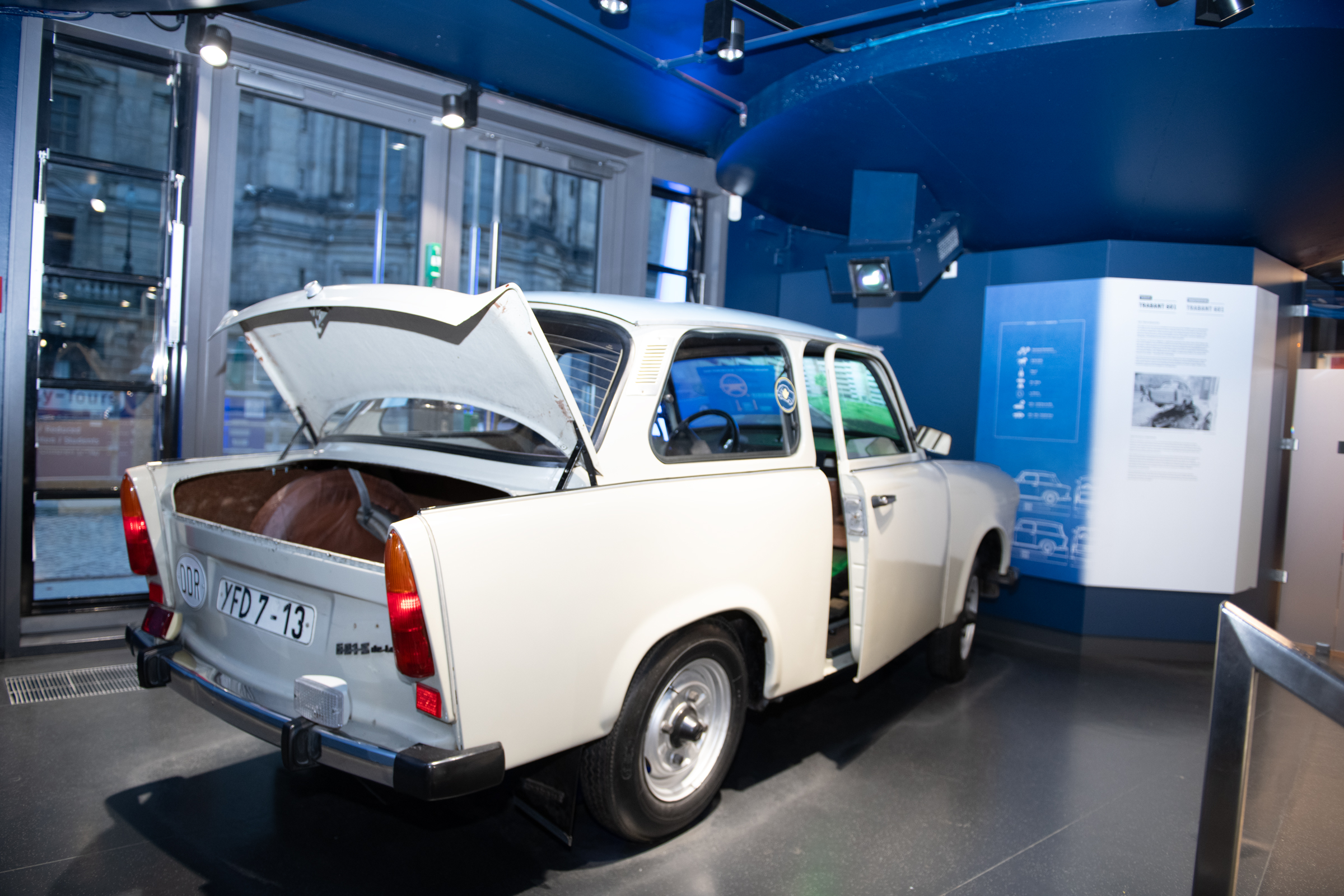
Trabant 601 im Museum

Die Dauerausstellung besteht aus drei verschiedenen Bereichen. Im ersten Ausstellungsraum Öffentliches Leben wird das Alltagsleben in der DDR vorgestellt. Eine Plattenbausiedlung im Maßstab 1:20 ist in thematische Blöcke wie Ausbildung, Konsum, Sport, Musik oder Urlaub aufgeteilt. Weiterhin gibt es eine Trabant-Fahrsimulation, mit der Besucher durch eine virtuelle Plattenbausiedlung fahren. Ein Kindergarten, Kino und Hörstationen befinden sich ebenfalls im ersten Ausstellungsteil.
Im zweiten großen Raum Partei und Staat werden die politischen Strukturen der DDR, die Verbindungen zu anderen sozialistischen Ländern (besonders der Sowjetunion) sowie die DDR-Wirtschaft und das Militär beleuchtet. Ein nachgebauter Verhörraum, eine Arrestzelle und ein Spitzel-Raum geben Einblicke in die Arbeit der Staatssicherheit. Weitere Bestandteile sind ein Multitouch-Tisch, ein originaler Volvo der Fahrbereitschaft der DDR-Regierung sowie animierte Porträts von Karl Marx, Friedrich Engels und Wladimir Iljitsch Lenin.
Mittels eines eingebauten Plattenbaufahrstuhls gelangen Besucher in eine originalgetreu nachgebaute WBS 70-Plattenbauwohnung mit Wohnzimmer, Schlafzimmer, Kinderzimmer, Badezimmer und Küche. Die fünf Räume sind mit originalen Exponaten ausgestattet, die aus den Schubladen und Schränken herausgenommen werden können. Im Wohnzimmer können ost- und westdeutsches Fernsehen miteinander verglichen, DDR-Musik für die museumsinterne Chartliste bewertet und auf einer Erika-Schreibmaschine Briefe geschrieben werden. Der digitale Spiegel im Schlafzimmer ermöglicht es, DDR-Kleidung virtuell anzuprobieren. In der Küche können Rezepte aus DDR-Kochbüchern ausgedruckt und mitgenommen werden.

### Sammlung und besondere Exponate
Das Sammeln und Bewahren von DDR-Kulturgut gehört zu den Kernaufgaben des Museums. Nach eigenen Angaben umfasst die Sammlung ca. 360.000 unterschiedliche Objekte. Am 16. März 2025 eröffnet das DDR-Museum Depot im Pyramidenring 10 in Berlin-Marzahn die weltweit größte Sammlung zur Alltagskultur der DDR. Das gesamte Depot des Museums war bis Ende 2024 in Spandau untergebracht, aber nicht für die Öffentlichkeit zugängig. Nachhaltig betrieben und klimatisiert, bietet das Depot optimale Bedingungen für den Erhalt dieser wichtigen Kulturgüter. Sonderausstellungen, Bildungsangebote und Veranstaltungen sollen das Depot zu einem lebendigen und transparenten Erinnerungsort der Geschichte für die Öffentlichkeit machen. Der neue Standort besteht aus einer Bestandshalle sowie einer neuerrichteten Halle, in denen die Sammlung des DDR-Museums untergebracht ist. Das Highlight ist der Klub der Funktionäre: In fünf Karat-Schrankwänden aus der DDR werden im Rahmen einer Schausammlung exemplarische Objekte aus dem Depot wie Nippes, Ehrengeschenke, ein Sofa mit passenden Sesseln aus DDR-Produktion sowie ein Wandbild mit einem Porträt von Erich Honecker gezeigt. Hier finden sich außerdem Jagdtrophäen aus dem Jagdschloss Hubertusstock, bis 1990 das DDR-Regierungs-Gästehaus. Das klare Ziel der Ausstellungsmacher lautet „DDR-Geschichte soll erhalten, bewahrt und vermittelt werden. [...] Es geht nicht um Nostalgie.“
Die Museumswissenschaftler arbeiten seit Jahren an der Erfassung des umfangreichen Bestandes. Einen Teil der bereits katalogisierten Museumsobjekte ist in der Objektdatenbank des DDR-Museums zu finden. Generell stehen in der Ausstellung nicht unbedingt die einzelnen Objekte, sondern die szenische Zusammenstellung der Exponate im Vordergrund. Diese vermittelt das Erlebnis.
Teile der Sammlung werden in der Dauer- und in Sonderausstellungen gezeigt. Ausgewählte Exponate sind:
- Druckmaschine der Umweltbibliothek (Umweltblätter)
- Motorroller IWL SR59 Berlin
- Motorräder; umfasst 140 Zweiradfahrzeuge aus der früheren DDR-Produktion einschließlich der noch bis nach der Wende in den Fabriken produzierten Typen[4]
- Trabant 601
- Stühle aus der Volkskammer[4]
- bronzefarbene Fenster aus dem Palast der Republik[4]
- Mangeltagebuch[6]
- Krippenwagen (im Themenbereich Kindergarten)[6]
- Wandbild Lob des Kommunismus von Ronald Paris
- Dopingmittel Oral-Turinabol
- 1-Megabit-Chip
- Volvo 264 TE aus dem Ministerfuhrpark
- Simson Schwalbe KR 51/1 (im Themenbereich Garage), ab März in der Filiale Pyramidenring
- ausklappbare Esstische[4]
- ein Riesen-Teddybär in einer NVA-Uniform[4]
- Schultische[4]
- ein Spülen-Bad, eine Kombi aus Spültisch und herausziehbarer kompakter Badewanne unterhalb[4]
- Filmplakate aus einem Kino in Prenzlauer Berg[4]

### Ausstellungsgestaltung
Die gesamte Ausstellung ist interaktiv aufgebaut. Von Oktober 2010 bis März 2015 war ihr ein DDR-Restaurant angeschlossen, in dem die Besucher die DDR-typische Küche erfahren konnten. Dieser Bereich wurde für die im August 2016 eröffnete dritte Ausstellungsfläche, die WBS-70-Wohnung, umgebaut.
Ausstellungsobjekte sind u. a. ein Mangeltagebuch, eine Deckenleuchte aus dem Palast der Republik sowie eine Funktionärslimousine vom Typ Volvo 264 TE. Ein neun Meter langes Wandbild von Ronald Paris aus dem Jahr 1969 mit dem Titel Lob des Kommunismus, das sich früher im Haus der Statistik befand, wurde in den Museumsshop am Ende der Ausstellung umgesetzt.

## Geschichte
Der Freiburger Ethnologe Peter Kenzelmann hatte das Projekt DDR-Museum ins Leben gerufen. Laut Medienberichten war er auf einer Berlin-Reise auf der Suche nach einem Museum zur DDR und fand keines. Eröffnet wurde das Haus am 15. Juli 2006. Direktor ist seit Mai 2016 Gordon Freiherr von Godin, Wissenschaftlicher Leiter war seit der Eröffnung bis Dezember 2024 Stefan Wolle.
Am 14. Juli 2007 feierte das Museum sein einjähriges Bestehen und gab an, im ersten Jahr 180.000 Besucher empfangen zu haben. Das Museum wurde 2008 und 2012 für den European Museum of the Year Award nominiert und ist im Jahr 2015 von internationalen Gästen bei der Umfrage der Deutschen Zentrale für Tourismus (DZT) auf Platz 44 und im Jahr 2016 auf Platz 36 der Top-100 Reiseziele gewählt worden. Am 23. Dezember 2009 hatte das Museum seinen einmillionsten Besucher. Ein zweiter Teil der Dauerausstellung mit neuen Themenschwerpunkten und mit zahlreichen Medienstationen wurde am 10. Oktober 2010 eröffnet. Im August 2016 wurde der dritte Teil der Dauerausstellung eröffnet, der eine WBS 70-Plattenbauwohnung zeigt. Am 7. November 2017 begrüßte das Museum seinen fünfmillionsten Besucher.
Am 4. August 2018 eröffnete die multimediale Ausstellung nineties berlin, die vom Team des DDR-Museums konzipiert worden war. Bis zum um 28. Dezember 2019 befand sie sich in der Alten Münze in Berlin-Mitte. Sie zeigt das Leben in Berlin nach dem Mauerfall mit den in den 1990er Jahren neuentstandenen Freiräumen. Somit knüpft die Ausstellung nineties berlin zeitlich dort an, wo die geschichtliche Darstellung des DDR-Museum endet.
Am frühen Morgen des 16. Dezember 2022 zerbarst der Acrylglas-Zylinder und der Inhalt des AquaDoms ergoss sich in das Hotel- und Straßenareal, es fand schließlich auch seinen Weg in das Museum. Von den 1200 m² Ausstellungsfläche seien nach ersten Schätzungen 300–400 m² betroffen. Der sich im DomAquarée befindliche Hauptteil des DDR-Museums war infolgedessen bis zum 31. März 2023 (Stand: 17. Januar 2023) geschlossen, wobei die Motorrad-Ausstellung geöffnet blieb.
Am 1. April 2023 wurde das Museum vollständig wieder eröffnet. Die Aufräum- und Reparaturzeiten wurden genutzt, um einen barrierefreien Zugang herzustellen und einige längst angestrebte Umbauten vorzunehmen. Nun sind die Bereiche in Deutsche Teilung und DDR-Kompakt aufgegliedert. Dazu konnten ein sechs Meter langes Stück der Berliner Mauer aufgestellt und die Erklärungen auf neueste Technik umgestellt werden.
Seit 2025 steht dem DDR-Museum der Historiker und Publizist Ilko-Sascha Kowalczuk in wissenschaftlichen Belangen zur Seite.

## Träger
Das DDR-Museum ist eine private Initiative und verzichtet auf staatliche Förderung. Träger ist die DDR Museum Berlin GmbH mit dem Direktor Gordon Freiherr von Godin und dem Geschäftsführer Quirin Gabriel Nikolaus Graf Adelmann von Adelmannsfelden (Stand: Juni 2023).
Zur Unterstützung gibt es einen gemeinnützigen Förderverein, den DDR Museum Berlin e. V. Ferner besteht ein DDR-Museums-Verlag, der die Publikationen des Museums veröffentlicht.